# Бад Бентхайм
Бад Бентхайм (на немски: Bad Bentheim) е град и курорт с 15 068 жители (към 31 декември 2013) в окръг Графство Бентхайм в Долна Саксония, Германия.
За пръв път Бентхайм е споменат през 1050 г. като Binithem. В Бад Бентхайм се намира Замъкът Бентхайм, споменат за пръв път през 1116 г., резиденцията на графовете на Графство Бентхайм. Около 1711 г. са открити лековитите серни извори. От 1865 г. Бентхайм има права на град.